# Фёдоровские бани (Новосибирск)
Фёдоровские бани — бани, располагавшиеся в Центральном районе Новосибирска на площади Кондратюка. Открыты в 1907 году по инициативе кондуктора железной дороги Зиновия Фёдорова и первоначально располагались в деревянной постройке. В 1909 году было сооружено каменное здание. Снесены в 2013 году.

## История
16 апреля 1907 года крестьянин-переселенец из Херсонской губернии Зиновий Иванович Федоров получил разрешение на постройку бани.
Фёдоровские бани были построены на территории между улицами Кабинетской, Иркутской и Сибирской возле Круглого озера, на месте которого в настоящее время находится площадь Кондратюка. Возле водоёма Зиновий Фёдоров вырыл колодцы и соорудил на углу Вагановской и Кабинетской улиц деревянный корпус торговых бань. В одну из газет бывший кондуктор поместил следующее объявление:

Новая Центральная Торговля. Баня З. И. Федорова. Кабинетская ул. Собственный дом. Устроена по новому образцу с паровым поддавателем пара. Открыта ежедневно. При бане имеется опытный массажист-мойщик. Тут же нужен кочегар
Первое время на страницах газет появлялись негативные отзывы о работе бани, в числе недостатков указывались грязные полы и плохая работа душа, тем не менее новое помывочное заведение стало пользоваться спросом, и в 1909 году предприниматель заменил деревянную постройку на новое каменное здание.
В 1915 году Фёдоров умер в Пятигорске, куда он приехал лечиться от диабета. После смерти Фёдорова работой заведения руководила вдова предпринимателя.
В середине 1990-х годов посещаемость учреждения заметно снизилась из-за повышения цен на услуги.

### Закрытие и снос
В 2011 году муниципалитет отдал здание по договору концессии частной фирме, его закрыли на реконструкцию. Однако реставрировать Фёдоровские бани организация не стала, отказ от ремонта компания объяснила недопустимым состоянием строительных конструкций. Затем оно было передано тому же инвестору, правда уже по инвестиционному договору, часть площади здания осталась за муниципалитетом.
В 2013 году бани снесли, после чего на их месте начали возводить шестиэтажное здание, но в 2015 году стройка была заморожена. В 2019 году здание всё же было достроено, осенью этого года в нём открылось баня с одноимённым названием.
- Здание новой бани на месте снесённых Фёдоровских бань с одноимённым названием, 2019 год.

## Интересные факты
Напротив заведения долгие годы велась уличная торговля банными вениками, в числе продавцов был двоюродный брат знаменитого путешественника Фёдора Конюхова Евгений Конюхов, который более 10 лет продавал веники возле Фёдоровских бань и продолжал торговлю уже после сноса старого здания. 